# 7224 Vesnina
7224 Vesnina là một tiểu hành tinh vành đai chính với chu kỳ quỹ đạo là 1685.7858982 ngày (4.62 năm).
Nó được phát hiện ngày 15 tháng 10 năm 1982.